# Тхачин
Тхачин (тайск. ท่าจีน) — река в Таиланде, крупнейший рукав реки Чаупхрая.
Притоки реки Тхачин включают реки Красиеу, Янг, Тавип, Чоракхесам, Банглен и Чинси.

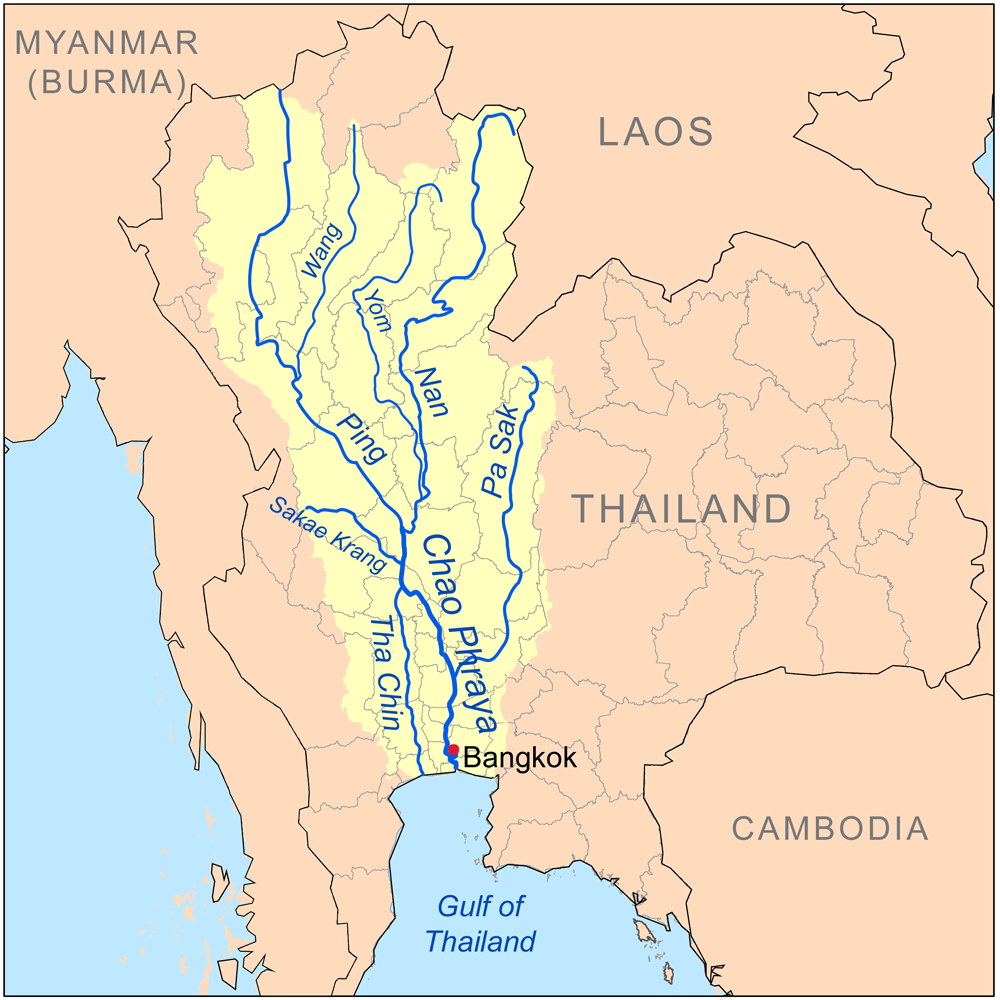

Тхачин отделяется от реки вправо около города Чайнат, его русло практически параллельно основному руслу Чаупхраи до впадения в Сиамский залив. Среди местного населения рукав или его участок имеет различные наименования.
Площадь бассейна реки 13681 км², территорию включают в бассейн Чаупхраи. На берегах Тхачина проживает около 1,2 млн человек.
На берегу Тхачина расположен Сад Роз с Тайской культурной деревней, популярной среди туристов.
Около города Бангкок соединяется с руслом реки Чаупхрая с помощью канала Пхасичарен, длиной 27 км.